# Донгуз (приток Калмантая)
Донгуз — река в России, протекает по Саратовской области. Устье реки находится в 2,5 км от устья реки Калмантай по правому берегу. Длина реки составляет 29,5 км. Основной приток — Старая Лопастейка. Название (аналогично с именем реки Донгуз в Оренбургской области) происходит из тюркских языков и характеризует животный мир этих мест (татарское дунгыз, казахское донгыз — «свинья»). В переводе — «Кабанья (река)».

## Данные водного реестра
В государственном водном реестре России Калмантай считается притоком Донгуза.
По данным государственного водного реестра России относится к Нижневолжскому бассейновому округу, водохозяйственный участок реки — Терешка от истока и до устья. Речной бассейн реки — Волга от верховий Куйбышевского вдхр. до впадения в Каспий.
Код объекта в государственном водном реестре — 11010001912112100010547.